# 巨鹿镇
巨鹿镇，是中华人民共和国河北省邢台市巨鹿县下辖的一个乡镇级行政单位。

## 行政区划
巨鹿镇下辖以下地区：
南街社区、西街社区、北街社区、一里庄社区、湾子社区、菜园社区、上疃社区、庙王庄社区、付庄社区、南贾庄社区、东徐庄社区、东王庄社区、尼庄社区、东张庄社区、司庄社区、东刘庄社区、东郭庄社区、高邓庄社区、东马庄社区、东杨庄社区、柳林社区、柴尚庄社区、梁园社区、木匠庄社区、东韩庄社区、西韩庄社区、西王杨社区、西张庄社区、西徐庄社区、辛寨社区、西阎庄社区、草迷杨庄社区、小马庄村、老马庄村、大屯头一村、大屯头二村、大屯头三村、大屯头四村、小屯头村、后辛庄村、东辛庄村、西辛庄村、屈庄村、姚庄村、大官庄村、路街村、小官庄村、夏旧城村、东下疃村、西下疃一村、西下疃二村和西下疃三村。